# Julia Phillips (escritora)
Julia Phillips (Montclair, New Jersey, 1989) es una escritora estadounidense. Su libro Disappearing Earth fue finalista del National Book Award for Fiction en 2019.

## Biografía
Phillips estudió secundaria en  Montclair High School  y se licenció en Inglés en el  Barnard College. Pasó un semestre  universitario en Moscú y trabajó como voluntaria en el Centro de Tratamiento de Víctimas del Crimen.

## Trayectoria
Tras graduarse en la universidad, Phillips obtuvo una beca del Programa Fulbright   que le permitió realizar una investigación en Rusia sobre cómo la inversión extranjera y el turismo han afectado a la península de Kamchatka. También escribió textos que publicaba en el  blog The Moscow Times. Durante su estancia en Kamchatka, comenzó su interés sobre el daño y dolor cotidiano ejercido contra las mujeres. No quería seguir el relato del trauma, sino las experiencias de la vida cotidiana de las mujeres. Esto la llevó a publicar su primera novela Disappearing Earth en 2019, que llegó a ser finalista del National Book Award for Fiction de 2019. El libro, basado en el secuestro ficticio de dos niñas en la península de Kamchatka,  fue también nominado como una de las diez mejores publicaciones en The New York Times.